# Heroumbili
 (septembre 2014).
Si vous disposez d'ouvrages ou d'articles de référence ou si vous connaissez des sites web de qualité traitant du thème abordé ici, merci de compléter l'article en donnant les références utiles à sa vérifiabilité et en les liant à la section « Notes et références ».
Heroumbili est une ville des Comores située à Grande Comore, la plus grande des îles de l'archipel des Comores.

## Historique
La ville de Heroumbili est une création royale depuis le XVIe siècle et qui a trouvé sur place le village de Herimbili aujourd'hui vieux quartier de la ville. Elle a été et est encore dans une grande mesure un centre important du transit de la vanille et du manioc, culture de rente de l’archipel des Comores. Autant dire que la ville a été durant longtemps l'une des plus importantes des Comores.
Heroumbili est aussi le second chef-lieu du département et de la région de Hamahamet après Mbeni. Elle est située dans un royaume ancien qui s'appelait le Herimbili Pangadjou. La ville a été bâtie dans un site caractérisé par une forte rétention de la Vanille. Le bras de culture de Mzé Mbabaouma est la cause de cette rétention et depuis longtemps une entité spécialisée dans l'exploitation de la vanille détenait le monopole dans la région jusqu'à 2006, quand un cultivateur connu sous le nom de Choukoura et son collègue de travail M. Tcherereya, ont involontairement incendié la toltalité de la zone de culture de vanille de Zidjoma, Hadahaya, Itswapanda, Tsimwinyi et Kilamagoba.
Le royaume de Foundi Mbabaouma (père de Foundi Mrikaou) assez réfractaire à la présence des Djines et de Massibabu a cependant accepté sous la crainte d'une répression, la délocalisation de la ville depuis Mroiboini vers Djoumoiparé en 1832.
Heroumbili fut donc un centre de transit important dans le commerce de Vanille et de Manioc.
Heroumbili est une Ville située dans le Nord-Est de l'Ile de Ngazidja en union des Comores. Sa Population est estimée en 2014 à 3 745 habitants. Source : Recensement Général de la Population et de l'Habitat (RGPH) de 2013 en union des Comores /Commissariat Général au Plan (Comores). Après le lancement d'un Programme de Décentralisation mise en place par le gouvernement SAMBI, et financé par l'Union européenne, Heroumbili fait, avec le village de Ifoundihé Hamahamet depuis 2006, la Commune de Heroumbili-Ifoundihé. Ahamada Chioni et Hamada Hamidou furent les premiers maire et adjoint. Actuellement la mairie (annexe) est sous la tutelle de la mairie de Hamahamet Nyuma Msiru dirigée par Mohamed Abdou Soimadou.
Ce dernier n'a pas pu se présenter aux élections des maires du 25 janvier et du 28 février 2015. Et c'est M. Abdouroihamani Hadji Himidi natif de Mbeni qui est devenu le nouveau maire depuis le 1er mars 2015.
Quant au conseil de l’île, la ville a été représentée par M. Hassan Said Mmadi du prti CRC, M. Mhoma Mmadi Said Malana du parti RADHI et M.Mousa Mmadi LANDRANI du parti FD pour les élections du 25 janvier 2015. Aucun n'a été élu.

## Contexte socio-économique de la ville
Depuis plus d’une décennie, la commune de Heroumbili enregistre une forte croissance de 2,05 % au niveau de son développement socio-économique et culturel. Ceci s’explique du taux de scolarisation des enfants et de l'équipement des différentes infrastructures, des bases qu’a connues la ville après les années 2000.
Actuellement (2009), la ville a pu scolariser à 100 % de ses enfants, et elle est aussi bien desservis par toutes ces dites infrastructures. Les efforts déployés par la localité en matière de développement communal, (ouverture de l’école privée Foundi Mrikaou, création d’un poste de santé, installation de bornes de fontaines dans les différents quartiers de la ville, ainsi que la mise en place de la Radio et Télévision de Heroumbili RTH), ont été bien soutenu et financé à moitié par le Gouvernement Comorien via des programmes Onusiens et d'autres comme ceux de l’Union européenne, de la Chine et de la Coopération Française..., toujours dans le cadre du développement du pays.

## Actions sociales et Humaines
En 2009, la ville de Heroumbili avec ses 814 collégiens et lycéens, a pu alimenter à plus de 21 % de l’effectif des élèves du collège et lycée de Mbeni. Cette même année, 29 élèves sur 76, ont obtenu le Baccalauréat, ce qui donne une légère croissance du taux de réussite au bac par rapport en 1998 dont 3 personnes sur 12 l’ont obtenue. En juillet 2008, la commune a mis en œuvre une politique d’éradication de l’analphabétisme en instaurant un système de formation aux vieilles personnes et aux jeunes de moins de 30 ans qui n’ont pas connu l’école. La mise en place d’un poste de santé depuis 1992, par le CARITAS Comores, appuyé par le Croissant Rouge Comorien, a fait une des distensions qu’a enregistrées la ville depuis plus d’une décennie. Aujourd’hui, la communauté se déclare fort que, une des conditions nécessaires pour que la ville s’émancipe bien et soudainement, est l’éducation de tous. C’est dans ce cadre que, dans son plan de développement communal pour les années à venir, l’aspect « éducation » a été attribué une importance particulière.

## Culture et Religion
La ville de Heroumbili est une des grandes villes religieuses de l’union des Comores. Cette dernière se veut toujours ne pas se lâcher quant à l’aspect religieux et culturel. De grandes manifestations religieuses ne cessent pas de s’organiser chaque année dans les mosquées de la ville ainsi que dans les foyers municipaux. Je cite, le Daira (Chadhouliy, Kadiriy et autres) qui nécessitent souvent des grandes espaces. Ce qui a conduit les grands responsables religieux de la ville de penser à la construction depuis 2005, toujours dans ce même cadre, d'une mosquée et que selon les dires de certaines personnes de la région, cette mosquée est la Plus grande de l’Ile de Ngazidja. Le 12 février 2017, son inauguration est prévue pour.12 février 2017

## Diaspora et communauté locale
La ville de Heroumbili est une des villes comoriennes qui connait une forte dépendance de sa diaspora vis-à-vis de son développement économique. Aujourd’hui sa population à l’étranger est estimée à 1005 personnes dont plus de 50 %, en France (métropolitaine et d’outre-mer ), l'autre part se trouve dans les pays voisins (Madagascar, Tanzanie, Kenya et Afrique du Sud) et en Afrique de l’Ouest et Maghreb uniquement pour des raisons éducatives et vie privée et familiale notamment en Tanzanie et Madagascar. La contribution de la diaspora au développement socio-économique de la ville, est sans équivoque tant au niveau des infrastructures de base qu’au niveau socioculturel et religieux.